# Revolución de los Crisantemos
La Revolución de los Crisantemos (en húngaro: Őszirózsás forradalom) es el nombre que recibió la revuelta incruenta de algunas tropas fieles al consejo de soldados de Budapest que, la noche del 30 de octubre de 1918, tomaron ciertos edificios públicos, bancos y la central de correos y, ante la pasividad de la guarnición local, forzaron al emperador Carlos a destituir al recién nombrado primer ministro János Hadik y entregar el gobierno al dirigente del consejo nacional, Mihály Károlyi.
El alzamiento contra el Gobierno imperial, desencadenado por el consejo de soldados y apoyado por las masas de la capital, llevó al consejo nacional al poder, a pesar de que este no controló el levantamiento. La revolución llevó a la independencia de Hungría del Imperio austrohúngaro y a la proclamación de una república popular, que trató en vano de mantener la unidad territorial del reino y de aplicar diversas reformas políticas, sociales y económicas. Su fracaso cinco meses más tarde produjo un nuevo cambio político: la proclamación de una república soviética.

## Antecedentes
Tras la renuncia el 23 de octubre de 1918 del gabinete de Sándor Wekerle, que se había opuesto a las reformas propuestas por los políticos austriacos para tratar de salvar el Imperio austrohúngaro, el emperador se inclinó por nombrar a un nuevo primer ministro cercano al conde Andrássy para el cargo de primer ministro. Karólyi, que había forzado a Tisza a admitir la derrota en la guerra el día anterior y amenazaba con tomar el poder si no era nombrado para encabezar el Gobierno, fue soslayado por el monarca.

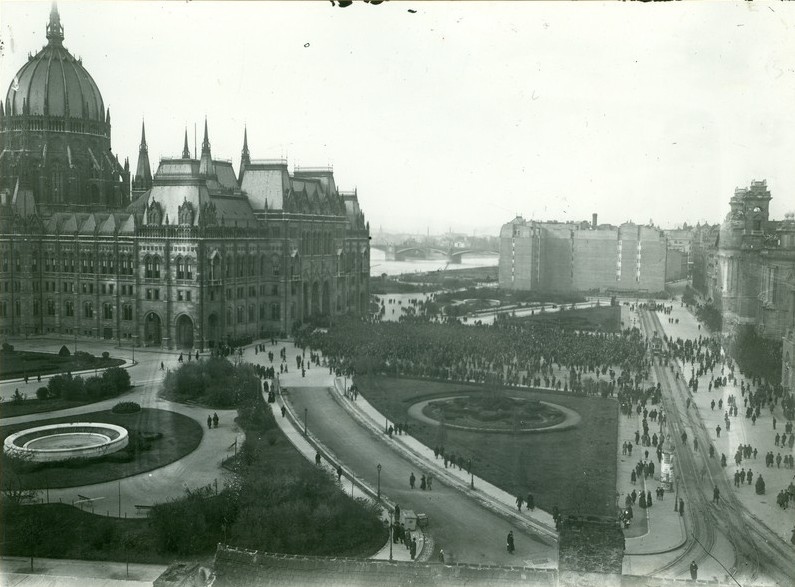
Manifestación a favor del Consejo Nacional Húngaro y de Mihály Károlyi junto al Parlamento húngaro, el 23 de octubre de 1918.

Mientras, la situación se deterioraba rápidamente, desintegrándose el Ejército en el frente y pasando el poder real a las calles de la capital magiar.

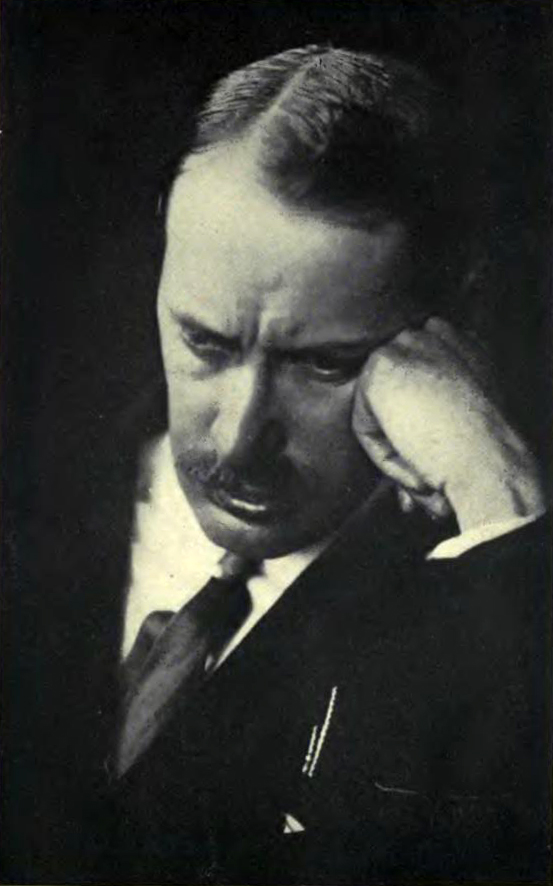
Mihály Károlyi, presidente del consejo nacional y rival de Hadik para la presidencia de Gobierno, acabó derrocando a Hadik gracias al apoyo de los soldados y fue nombrado primer ministro por el emperador tres días después de que el soberano hubiese concedido el cargo a Hadik.

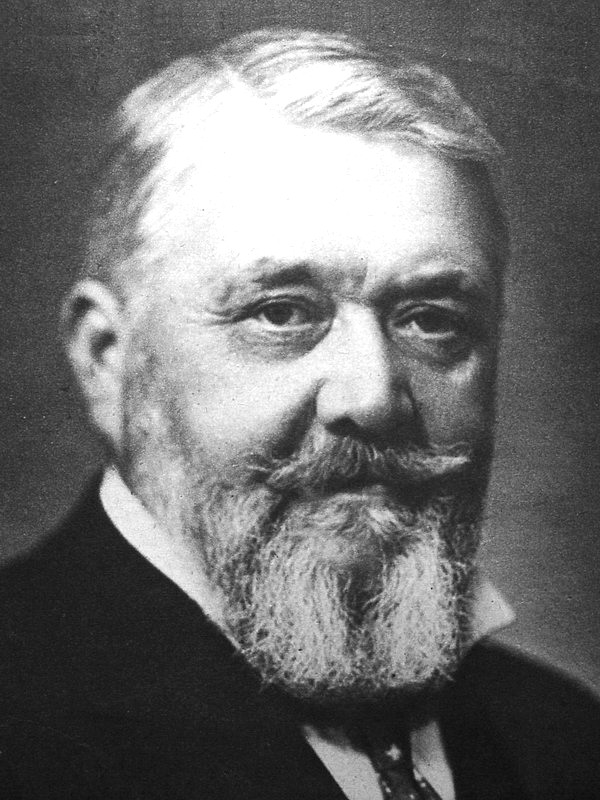
János Hadik, político cercano a Andrássy y candidato de la oligarquía a la presidencia del Gobierno. Su nombramiento el 29 de octubre por el emperador Carlos desencadenó la revolución que entregó el poder al consejo nacional.

El mismo día 23 de octubre, los dirigentes del partido de Mihály Károlyi, del Partido Socialdemócrata y del Partido Radical, decidieron formar un consejo nacional, que se estableció dos días más tarde. En su manifiesto del 25 de octubre de 1918, que contaba con doce puntos como el que se había proclamado durante la revolución húngara de 1848, reclamaba la independencia de Hungría del Imperio, el fin de la alianza con Alemania, la celebración de elecciones con sufragio universal secreto para toda la población (incluidas las mujeres), la democratización de la política del país, la liberación de los presos políticos y el respeto por los derechos civiles. Solicitaba también la aplicación de medidas para evitar la hambruna, una reforma agraria y el embargo parcial del capital. Reclamaba asimismo la aplicación de los principios del presidente Wilson para las minorías, aunque defendía la unidad de los territorios de la Corona de San Esteban. La abolición de la censura militar el día anterior permitió la publicación del manifiesto sin dificultad.
Hasta el nombramiento de un nuevo ministerio, el emperador nombró al archiduque José representante real, rechazando la petición de Károlyi de ser nombrado para el cargo. El mismo día de la proclama, la multitud trató de marchar al palacio que ocupaba el archiduque para forzar la aceptación del programa del consejo, pero cuando se retiraba pacíficamente fue dispersada por la policía, que disparó contra la multitud causando varias docenas de víctimas. Ello reforzó la simpatía hacia Károlyi.
Tras una visita del matrimonio imperial a Hungría en que se acumularon las malas noticias, el emperador regresó a Viena con Károlyi, sin decidirse a nombrar primer ministro húngaro a este o al candidato de Andrássy, Hadik. Károlyi no deseaba aún romper las relaciones con el monarca y pretendía ser nombrado primer ministro por este.
El 27 de octubre Károlyi regresó a Budapest, siendo recibido por una gran multitud que le acogió cantando «La Marsellesa» y que le consideraba el caudillo de una revolución inevitable. Rechazado por el emperador, Károlyi y los demás miembros del consejo decidieron planear la toma del poder por la fuerza.
El 28 de octubre el emperador se dirigía al presidente norteamericano Woodrow Wilson solicitando una paz separada y admitiendo el derecho de los checoslovacos y yugoslavos a la autodeterminación. La nota de Andrássy, entonces ministro de Exteriores, no recibió la atención de Washington, pero aceleró la disgregación del Estado: el mismo día el consejo nacional checo proclamaba la independencia y al día siguiente el Parlamento croata disolvía su asociación con el Estado. El consejo eslovaco aprobaba su unión con los checos el día 30. Los alemanes expresaron su intención de pasar a controlar los territorios austro-germanos el 31.
El mismo día 28 de octubre, una gran manifestación en Budapest había reclamado el Gobierno para el consejo nacional, que se había formado como gabinete alternativo. Unidades militares, tratando de impedir el acceso al Castillo de Buda, dispararon contra la multitud, matando a tres manifestantes e hiriendo a muchos otros. Ese mismo día, el principal adversario y paradigma de la política magiar oligárquica, Esteban Tisza, recomendó el nombramiento de Károlyi para la presidencia del Gobierno, con la ilusión de evitar la revolución y lograr mejores condiciones de los vencedores de la guerra.
La mañana del 29 de octubre, los dirigentes del partido socialdemócrata, al igual que el consejo del que formaban parte, enviaron agitadores a los cuarteles de la ciudad para tratar de ganarse el respaldo de las tropas. Los carteles que se distribuyeron por la capital alertaban de la llegada de tropas para aplastar el movimiento y solicitaban el apoyo de los soldados, llamándoles a formar consejos y ponerse en contacto con el consejo nacional. Reaccionando con rapidez, las autoridades ordenaron la retirada de la 32.ª Brigada de Infantería, la unidad más afectada por la propaganda del consejo. Esa misma tarde, tropas leales al Gobierno asaltaron la sede del consejo de los soldados, formado el mismo día que el consejo nacional y considerado peligroso para la moral del Ejército, pero los dirigentes no fueron capturados al haber huido gracias a un aviso.
El mismo 29 de octubre de 1918, el emperador por fin decidió nombrar primer ministro a Hadik, descartando a Károlyi. A Hadik, con fama de hombre duro, se le otorgó el control de tropas de la capital para restablecer el control. Para entonces la administración civil y gran parte de la población respaldaba al consejo nacional. La policía se pasó al consejo el mismo día, tras haber disparado contra los manifestantes el día anterior. Los componentes del consejo nacional se oponían a la revolución, tratando de encontrar una salida pacífica a la crisis.
Las tropas de la capital contaban con regimientos magiares y no magiares, principalmente serbobosnios, al mando del duro y leal general Géza Lukachich que, sin embargo, no estaba seguro de poder contar con la obediencia de los soldados. El día 30 de octubre, Kaŕolyi hizo un nuevo llamamiento a las tropas para que desobedeciesen a las autoridades imperiales y respaldasen al Consejo.

## Revuelta

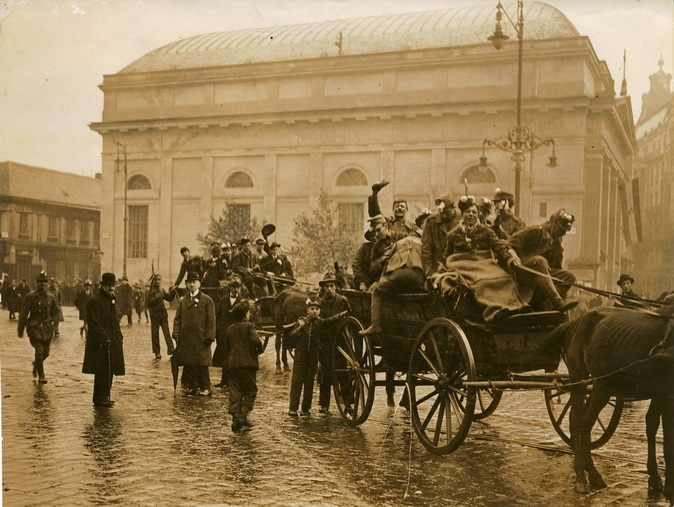
Manifestantes celebrando el triunfo de la revolución, luciendo crisantemos, el símbolo de la misma.

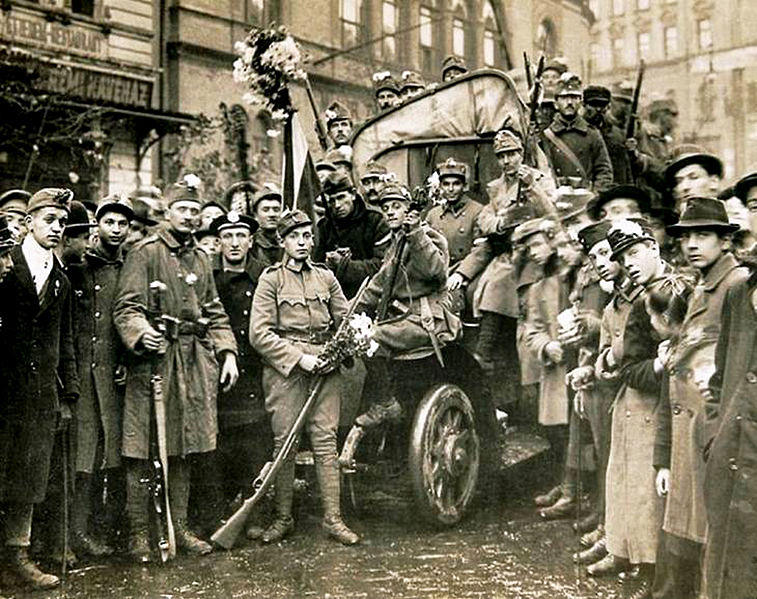
Tropas húngaras participantes en la revuelta del 30 de octubre.

Al conocerse la noticia del nombramiento de Hadik se retomaron las protestas el día 30.
Hadik ni siquiera logró contar con las tropas acantonadas en la capital. La noche del 30 de octubre de 1918 soldados a las órdenes del consejo de soldados, órgano independiente del consejo nacional, pero que indicó actuar en su nombre y que se había reunido en una nueva sede, tomaron diversos edificios oficiales, bancos, la central telefónica y la central de correos. Las primeras tropas en amotinarse habían sido las de la 32.ª Brigada, que fueron desarmadas y detenidas. El consejo de soldados dudó entre emprender un alzamiento antes de que las unidades que simpatizaban con el movimiento fuesen retiradas y sustituidas por otras bosnias fieles al Gobierno o seguir el plan original de alzamiento. Una manifestación de solidaridad se formó a las puertas de la reunión. De repente, el consejo de soldados y la multitud congregada recibió la noticia de que dos compañías de la 32.ª Brigada iban a ser enviadas al frente, decidiéndose en el acto acudir a liberarlas. Alrededor de diez mil personas marcharon a la estación de ferrocarril para liberar a los soldados que esperaban su traslado al frente. La guardia de la estación desobedeció las órdenes recibidas y se unió a los manifestantes, que libertaron a los soldados presos. La multitud se dirigió entonces a la comandancia militar de la ciudad, mientras los soldados se arrancaban los símbolos imperiales y se colocaban crisantemos, que dieron nombre a la revuelta. Tras un forcejeo con la guardia, el comandante de la guarnición capitalina, el general Várkonyi, fue capturado y trasladado a la sede del consejo nacional, el hotel Astoria. El consejo de soldados pidió entonces el respaldo de otra de las unidades presentes en la ciudad, la I Brigada de Infantería, a la vez que daba orden de ocupar los principales edificios. La prisión militar fue tomada y varios presos, algunos miembros del consejo de soldados, liberados.
Las tropas del general Lukachich permanecieron en sus cuarteles o se unieron a la mañana siguiente a las celebraciones por la revolución incruenta. El general había tratado de reprimir la revuelta, pero se encontró con el motín de sus tropas y de la policía de la capital, que no respaldaron su intento.
La noche del 30 de octubre, el consejo nacional esperó en su sede del hotel Astoria ser detenido en cualquier momento por la policía de la capital o las tropas de Lukachich, señal de su falta de control sobre los acontecimientos. La sede del consejo se hallaba indefensa y sus miembros temían poder ser arrestados en cualquier instante, como les auguraba el comandante de la guarnición. El dirigente radical Oszkár Jászi declaró más tarde la preocupación del consejo al recibir la noticia del levantamiento, mientras que su colega socialista Zsigmond Kunfi estaba convencido de que serían ahorcados a la mañana siguiente. El emperador, sin embargo, había ordenado a Lukachich evitar un baño de sangre lo que, junto a desmoralización de las tropas, evitó la represión del golpe. El general había telefoneado al emperador a las 3:00 a. m. para describir al monarca el éxito de los alzados y lo desesperado de la situación y solicitar instrucciones. A continuación había hablado con él el propio Hadik, solicitando permiso para dimitir y aconsejando el nombramiento de Károlyi. Carlos aceptó la recomendación de Hadik y habló con el archiduque para que comenzase las conversaciones con Károlyi.
El 31 de octubre de 1918, el archiduque, en nombre del emperador, que había indicado su permiso por teléfono, nombraba primer ministro a Mihály Károlyi, que había de formar un nuevo gabinete con los partidos del consejo nacional. El propio Hadik le había telefoneado para pedirle que acudiese junto a él a tratar con el archiduque para tratar su propia dimisión y el nombramiento de Károlyi. Károlyi había exigido el acuartelamiento de las tropas leales al Gobierno y ser reconocido como presidente del consejo, a lo que el archiduque accedió. Los trabajadores decretaron una huelga para respaldar al nuevo Gobierno que aún se estaba negociando en el despacho del primer ministro que llenó las calles de la capital de manifestantes agitando crisantemos, el símbolo de la revuelta. La oficina del presidente del Gobierno fue rodeada por tropas rebeldes y trabajadores a primeras horas de la mañana. A las 8:00 a. m. se confirmó la victoria de la revolución al anunciar el archiduque el nombramiento de Károlyi al frente del nuevo gabinete.
El mismo día, el veterano político Esteban Tisza, que se había convertido en símbolo de la guerra perdida, fue asesinado por un grupo de soldados. Fue una de las escasas víctimas de la revolución y pareció aliviar la tensión de la población.
La tarde del 31 de octubre, Károlyi y sus ministros acudieron al palacio real para jurar sus cargos ante el archiduque José, lo que condujo a la primera crisis de Gobierno al día siguiente, cuando se constató lo extendido del deseo de que se proclamase una república.

## Consecuencias
Al júbilo bastante extendido por la capital y el alivio en el resto del país por el fin de la guerra y la próxima independencia le acompañó una inconsciencia de que el fin del antiguo régimen oligárquico habría de traer el desmembramiento del país.
El espíritu revolucionario, bastante extendido en la capital, no llegó a las provincias, que recelaban tradicionalmente de la capital. Pronto se transformó en defensa de un nuevo orden republicano. El 1 de noviembre de 1918 y con el consejo del archiduque que temía una radicalización de la revolución, el emperador liberó de su juramento de lealtad a Károlyi y al resto de su gabinete para evitar una dimisión en pleno, aunque se pospuso la proclamación de la república. Un día más tarde, el archiduque y su hijo juraron fidelidad voluntariamente al consejo nacional, considerado desde el día anterior órgano soberano.
Continuó la presión popular durante los primeros días de noviembre para que se proclamase la república sin necesidad de votaciones. El Gobierno, que no deseaba establecer la república sin la aquiescencia del rey, envió una delegación para lograr su abdicación. El 13 de noviembre de 1918, Carlos aceptó renunciar a participar en los asuntos de Estado húngaros y la forma de este que el país decidiese adoptar. Finalmente, el 16 de noviembre de 1918, se proclamaba la República de Hungría frente al parlamento ante una enorme multitud. Las dos cámaras del parlamento húngaro, que no se habían reunido desde el estallido de la revolución, aceptaron disolverse. La capital, emocionada ante la proclamación, se precipitó a jurar lealtad a la república, aunque la ilusión por el nuevo Estado duró poco. Pronto el Gobierno republicano con Károlyi al frente hubo de enfrentarse a los problemas de la posguerra, incluyendo la desmovilización del Ejército y la asunción de las consecuencias de la derrota militar, que acabaron haciendo caer la república en marzo de 1919 y la proclamación de una República Soviética Húngara. Pocos meses más tarde la invasión de los Ejércitos vecinos apoyada por la Entente acababa con esta y permitía la instauración de un régimen reaccionario que restauró la monarquía en forma de regencia con el antiguo almirante austrohúngaro Miklós Horthy a la cabeza, que duraría hasta finales de la Segunda Guerra Mundial.